# Shams al-Ma'arif al-Kubra
Shams al-Maʿarif al-Kubra (en arabe : شمس المعارف الكبرى) et (en français : Le grand soleil des connaissances) ou Shams al-Maʿarif wa Lataif al-Awarif (en arabe : شمس المعارف ولطائف العوارف) et (en français : Le Soleil des Connaissances et les Subtilités des Mystères), abrégé en Shams al-Maʿarif, est un grimoire ésotérique traitant d’actes de sorcellerie, de numérologie (ʿilm al-huruf), et de magie liés aux djinns. L’ouvrage est attribué à Ahmad al-Buni.
Pour ses défenseurs, il s'agit d'un livre de spiritualité et d'ésotérisme. Sa lecture est interdite par des théologiens musulmans, car il fait partie selon eux des livres de sorcellerie, de magie et de mécréance envers Dieu. Ce Livre qui traite des djinns et de la sorcellerie, est interdit dans de nombreux pays musulmans en raison de ses passages sur l’invocation des djinns, pratique strictement prohibée en loi islamique.

## Histoire
Au XIIIe siècle, Ahmad al-Buni rédige le Shams al-Maʿarif wa Lataʿif al-ʿAwarif,. L'intérêt pour le manuscrit s'inscrit dans un contexte historique et culturel comportant de grands bouleversements du monde islamique (invasions mongoles, déclin du modèle califal et juridique), une montée en puissance du soufisme et de l'occultisme (légitimation religieuse ou politique comme la walayah (en)) et l'intégration de figures soufistes et occultes à l'imaginaire impérialiste (surtout chez les Ottomans). 
Un pseudépigraphe (faussement attribué à Ahmad al-Buni) est rédigé au XVIe siècle, on le distingue par le nom Shams al-Maʿarif al-Kubra. Il pourrait être attribué à une première version réécrite par l'occultiste Abd al-Rahman ibn Muhammad al-Bistami (en). Contrairement à la version d'Ahmad al-Buni très orientée vers l'ésotérisme et le soufisme, cette nouvelle version extraie les aspects ésotériques pour se concentrer sur la magie soufie. C'est cette seconde version qui a la plus grande influence et popularité dans le monde arabe. 
Au XIXe siècle, des rééditions imprimées du Shams al-Maʿarif sont encore vendues dans les rues de l'ensemble du monde islamique. Après sa première impression moderne à Beyrouth en 1985, le gouvernement saoudien interdit le livre. 

## Contenu et popularité

### Description et popularité

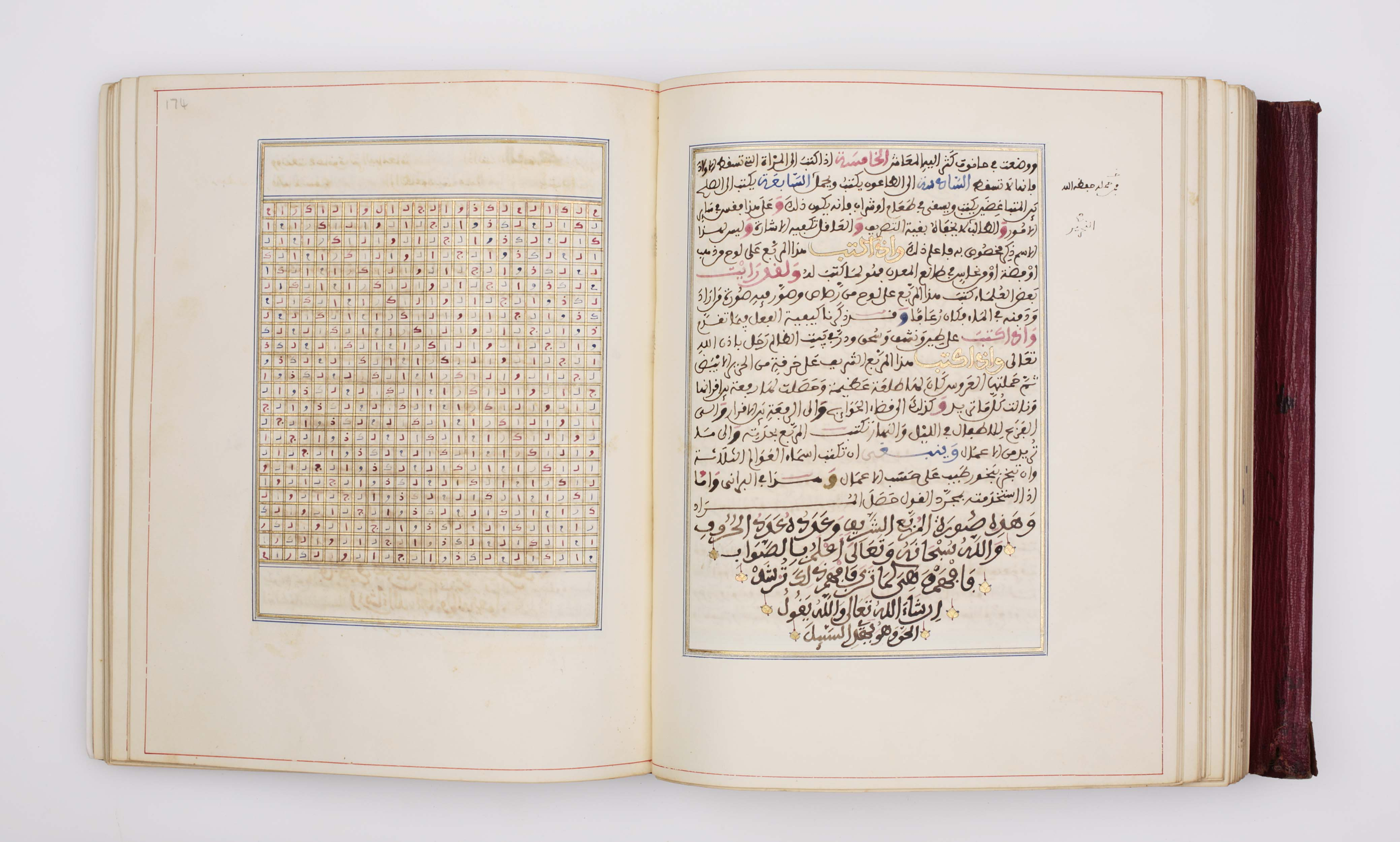
Un manuscrit algérien du Shams al-Maʿarif datant de 1868, conservé dans la Collection Khalili d'art islamique.

Le contenu de l'ouvrage est décrit comme étant un manuel de sorcellerie, spiritualité et divination contenant des instructions et codes afin de former des talismans, ou d'un ouvrage majeur de la science des lettres en Islam qui relie chaque lettre arabe à des qualités élémentaires, astrologiques ou ésotériques. Pierre Lory le décrit comme une véritable encyclopédie des sciences occultes dont l'objectif n'est pas d'exposer une doctrine religieuse, mais de présenter la méthode opératoire des rituels magiques.
Il tire ses influences de nombreux textes astrologiques, alchimiques rédigés durant les IXe et Xe siècles, ainsi que des sources plus antiques comme les Hermetica. Il est, avec le Ghayat al-Hakim, le texte le plus influent de la littérature magique arabe. Contrairement à ce dernier, traduit en latin, il n'est pas popularisé en Europe. La région Iranienne, sous l'influence du Mafātīḥ al-Maghālīq produit au XVIIe siècle, fait exception à cette popularité.
Le titre de l’ouvrage est : « Le Grand Soleil des Connaissances et les Subtilités des Mystères » (souvent abrégé : Le Soleil des Connaissances) en quatre parties réunies en un seul volume d’environ six cents pages, attribué à Ahmad al-Buni, décédé en 622 de l’hégire. Le texte inscrit sous le titre précise, selon Kašf al-Ẓunūn : « Le but de ce livre est la magie, ses méthodes, les noms des djinns rebelles et les manières de les invoquer. ». Quant au contenu du livre, il s’agit d’un mélange étonnant de connaissances claires et obscures, mêlant sorcellerie et invocations des djinns, avec des formules dangereuses et de nombreuses pratiques occultes,.
Al-Buni est bien connu des amateurs de sciences spirituelles, de magie, de géomancie (ʿilm al-raml) et disciplines similaires. Certains passionnés recherchent ses ouvrages dans les bibliothèques et passent des heures à tenter d’en déchiffrer les codes dans le but de soumettre les djinns. D’autres utilisent ces talismans et formules énigmatiques pour, prétendument, soigner les personnes possédées,.
Le savant Agha Bozorg Tehrani (en) mentionne cet ouvrage dans son encyclopédie al-Ḏarīʿa ilā Taṣānīf al-Šīʿa, en supposant que l’auteur était chiite. Il décrit le livre ainsi : « Shams al-Maʿārif wa-Laṭāʾif al-ʿAwārif traite des prières, oraisons, invocations, sceaux, opérations magiques, intercessions par les Noms de Dieu, ainsi que des propriétés de certaines sourates et versets du Coran, et d’autres sciences étranges. ». Il ajoute ensuite : « Il y introduit des choses étranges et étonnantes, des prières et des pratiques, toutes sans chaîne de transmission fiable ni fondement reconnu. ».
Sa première version rédigée par Ahmad al-Buni se concentre sur l'ésotérisme et le soufisme, tandis que le pseudépigraphe rédigé au XVIe siècle est un recueil de magie soufie qui développe davantage les aspects magiques des lettres, chiffres et symboles. Contrairement au Ghayat al-Hakim, il propose un système sanctifié et islamisé de magie des lettres, lui permettant d'étendre sa popularité dans de nombreuses régions sur la durée (par exemple : Khwarezm turcique ou Asie centrale soviétique). En conséquence, il s'agit d'une œuvre cumulative qui s'est enrichie et transformée au fil des siècles.

### Analyse du contenu
Les recettes talismaniques que présentent l'ouvrage reposent sur le traitement numérique des noms d'Allah et d'autres termes linguistiques et symboliques. Les recettes exploitent des carrés magiques de lettre et de nombres associés à des éléments astrologiques hellénistiques. Toutefois, l'ancrage antique des autres traités de magie islamiques prend un tournant littéraliste dans le Shams al-Maʿarif. La puissance de la parole, des noms divins, des lettres coraniques deviennent les principaux vecteurs d'une action magique. Dans les fondements cosmologiques présentés, on distingue les causalités visibles et spirituelles, positionnant l'humain comme point de rencontre de ces deux plans d'existence,.
L'univers y est conçu comme structuré selon une syntaxe universelle dans laquelle la langue arabe et celle du Coran reflète cette structure cosmique. Cette idée confère une puissance immense à celui qui maîtrise les secrets linguistiques, chaque lettre étant perçue comme une entité spirituelle ou angélique. Le contenu présente une arithmologie complexe fondée sur la valeur numérique des lettres arabes, proche des spéculations de la kabbale, du pythagorisme et du néoplatonisme. Il identifie 14 lettres « lumineuses » (al-huruf al-nuriyya) qui possèderaient une fonction mystique capitale.
Les rituels précis qui sont présentés sont destinés à produire des effets concrets : guérison, protection, connaissance du futur, domination des entités spirituelles, etc. On y trouve également des instructions pour invoquer les ruhaniyyat (entités spirituelles) et les djinns qui obéiraient à celui qui maîtrise la lettre et utilise correctement leur nom. Cette maîtrise du nom est l'essence ontologique du pouvoir magique. Le système magique repose dès lors sur une dualité : une magie fondée sur les correspondances naturelles et élémentaires et une magie théurgiques.
Il fait des ponts avec le soufisme en faisant régulièrement référence au Diwan al-Salihin (Conseil des saints) présidé par le prophète Mahomet. Les prières et invocations ont notamment pour but de s'attirer les faveurs et l'assistance de ces saints.
Dans les versions ultérieures, les éléments issus de l'astrologie hellénistiques sont abandonnés et sont remplacés par des repères du calendrier hégirien. Cette transition trouve racine dans les condamnations religieuses de l'astrologie et de la logique grecque par Ibn Khaldoun et Al-Suyūtī aux XVe et XVIe siècles. Les rituels sont également adaptés au cadre islamique, comportant des ablutions, récitation du Coran et ce afin de concilier efficacité magique et orthodoxie religieuse.

## Plan et structure

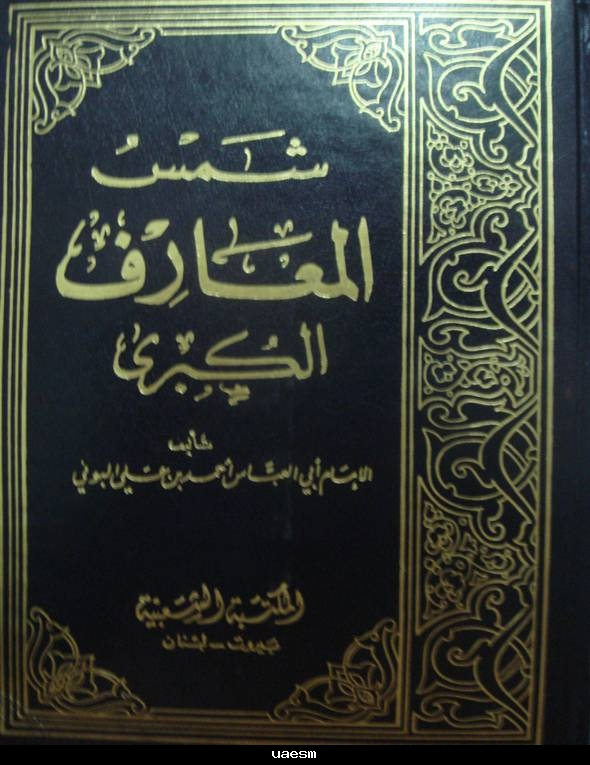
Image de la couverture du livre Le Grand Soleil des Connaissances, publié en 1985 par la Bibliothèque Populaire de Beyrouth.

La version la plus ancienne de l'ouvrage à notre connaissance totalise entre 108 et 143 recto-verso alors que les manuscrits plus récents de la seconde version du XVIe siècle comptent entre 348 et 483 feuilles. L’ouvrage a été réédité, bien que certaines parties soient modifiées ou censurées, mais il continue de traiter de nombreux aspects ambigus de la magie. La première partie de ce livre est publiée en 1985 à la Bibliothèque Populaire de Beyrouth, en 577 pages.
Il contient également quatre traités ajoutés à la fin, rédigés par Abd al-Qādir al-Husayni al-Adhami, intitulés respectivement :
1. La Balance de la Justice dans les Intentions des Règles du Sable,
2. Les Ouvertures des Désirs sur les Particularités des Planètes,
3. Les Fleurs des Prairies sur les Signes des Constellations,
4. Les Subtilités de l’Indication sur les Particularités du Commencement.

Le livre se divise en quarante chapitres, dont, :
1. Chapitre I : Sur les lettres muettes (al-ḥurūf al-muʿjamah) et les secrets et implications qui s’y rattachent.
2. Chapitre II : Sur la contraction et l’expansion, et l’organisation des pratiques selon les moments et les heures.
3. Chapitre III : Sur les règles des vingt-huit stations lunaires (manāzil al-qamar) et leur lien avec l’astronomie.
4. Chapitre IV : Sur les règles des douze signes du zodiaque, leurs indications et leurs correspondances.
5. Chapitre V : Sur les secrets de la basmala (bismillāh) et ses propriétés et bénédictions cachées.
6. Chapitre VI : Sur la retraite spirituelle (khalwa) et les adeptes de l’isolement menant aux réalités célestes.
7. Chapitre VII : Sur les noms par lesquels le prophète Jésus ressuscitait les morts.
8. Chapitre VIII : Sur les quatre « tawāqīf » et leurs sections et cercles correspondants.
9. Chapitre IX : Sur les vertus des premières sourates du Coran, des versets et des signes clairs.
10. Chapitre X : Sur les secrets de la Fātiḥa, ses invocations et ses propriétés bien connues.
11. Chapitre XI : Sur les inventions spirituelles et les lumières de la miséricorde divine.
12. Chapitre XII : Sur le Nom Suprême de Dieu (al-ism al-aʿẓam) et ses transformations secrètes.
13. Chapitre XIII : Sur les lettres omises de la Fātiḥa et leurs carrés magiques et invocations.
14. Chapitre XIV : Sur les exercices spirituels, les invocations et les prières exaucées et soumises.
15. Chapitre XV : Sur les conditions requises pour certains (et non pour d’autres) dans les débuts jusqu’aux soleils des fins.
16. Chapitre XVI : Sur les plus beaux noms de Dieu (al-asmāʾ al-ḥusnā) et leurs carrés bénéfiques et actifs.
17. Chapitre XVII : Sur les vertus de la formule Kāf Hā Yā ʿAyn Ṣād et ses lettres sacrées divines.
18. Chapitre XVIII : Sur les vertus du verset du Trône (Āyat al-Kursī) et ses bénédictions cachées.
19. Chapitre XIX : Sur les propriétés de certains carrés magiques (awfāq) et talismans bénéfiques.
20. Chapitre XX : Sur la sourate Yā Sīn et les invocations qui en émanent et sont exaucées.
21. Chapitre XXI : Sur les plus beaux noms de Dieu (al-Asmāʾ al-Ḥusnā), leurs catégories, et les invocations propres à chaque catégorie.
22. Chapitre XXII : Sur les lettres et leurs propriétés.

## Débats théologiques et interdiction dans certains pays musulmans
Du point de vue théologique, le Shams al-Maʿarif est paradoxal puisqu'il prétend prolonger la volonté divine à travers la magie des Noms, ce qui n'est théologiquement ni entièrement orthodoxe, ni clairement hérétique. L'efficacité de la magie qu'il présente ne dépend pas de la piété ou de la sainteté du pratiquement, mais uniquement de sa maîtrise des lettres, des noms et des rituels. En cela, il se distingue des pratiques religieuses fondées sur l'illumination spirituelle.
L'auteur indique connaître la frontière entre la magie interdite (sihr) et la magie blanche (simiya) dans laquelle se situerait ses pratiques. Il avertit toutefois que le livres ne peut être remis à des personnes indignes sous peine de perdre ses bienfaits. Il affirme également que l'homme, en tant que khalifa (lieutenant de Dieu), peut gérer les forces cosmiques multiples sans contredire le monothéisme.
Ibn Khaldoun condamne le Shams al Maʿarif et d'autres textes comme relevant de la sorcellerie malgré le cadre islamique dans lequel il est présenté. on reproche également à Ahmad Al-Buni que sa science des lettres et ses pratiques ne parviennent pas à échapper à l'interdit religieux. Ibn Taymiyya critique le livre et qualifie l'auteur d'adorateur du diable (Shaytan). 
Certains théologiens musulmans considèrent le Shams al-Maʿarif al-Kubra comme un livre d'enseignement de la magie. Par conséquent, en s'appuyant sur la prohibition de la magie que ce soit de sa pratique ou de la croyance en ses pouvoirs, ils ont estimé qu'il était interdit de le consulter, de le lire, de le vendre ou de l’acheter. La magie fait ainsi partie des « sept péchés mortels », et certaines de ses formes relèvent du kufr (incroyance). Pour d'autres théologiens, il s'agit d'un live de spiritualité ésotérique,. 
Pour certains savants, Shams al-Maʿarif révèle les dangers de l'obsession pour la sorcellerie, qui peut entraîner les musulmans dans un monde obscur peuplé de djinns, de sortilèges, de malédictions et de superstitions. Ils rejetèrent l'œuvre comme étant de la « sorcellerie », une pratique formellement interdite en islam. Ils s’appuyèrent sur un hadith du prophète Mohammed qui dit : « Trois personnes n’entreront pas au paradis : l’alcoolique, celui qui rompt les liens familiaux, et celui qui croit en la sorcellerie. »,.